# Cimera Real de Navarra

Cimera real de Navarra, con corona, cuba y plumas de pavo real.

La cimera real de Navarra fue un adorno del casco empleado por los monarcas navarros y su representación heráldica  que ornamentó algunas versiones de sus escudos. Aunque existió otra versión primitiva de breve existencia, consistió en la representación de una cuba decorada con el blasón empleado por cada monarca y un penacho de plumas, generalmente de pavo real, que se mostraba junto a la corona de sus titulares. Más que heráldico es un elemento paraheráldico.

## Contexto histórico
Aunque ya se empleaban en la Antigüedad, el uso de las cimeras había desaparecido en Europa hasta que a finales del siglo XII se vuelven a mostrar «como parte del equipo militar, aunque hasta mediados del siglo siguiente no se generalizará su uso, primero en los países germánicos y en el resto de Europa en el primer cuarto del siglo XIV.» Aún tardaría medio siglo más en usarse en los reinos de la península ibérica adquiriendo mayor auge durante el siglo XV. Para el siglo XVI desaparecen reemplazadas por penachos de plumas.
Las funciones de las cimeras eran tanto decorativas («dar suntuosidad al guerrero») como militares («distraer al enemigo o asustar su caballo») aunque este segundo aspecto se va perdiendo en el campo de batalla durante la segunda mitad del siglo XIV, aunque se mantiene en encuentros competitivos entre caballeros donde, incluso, «alcanzaron el máximo esplendor».
En la península ibérica se usaron con desigual intensidad en cada reino. Mientras que en Navarra, gobernada por dinastías francesas que facilitan su introducción, logra más tempranamente mayor difusión, en Aragón y en Castilla será más tardía y de menor intensidad.

## Implantación
Mikel Ramos Aguirre, en sus estudios centrado en esta cimera, ha señalado que la selección de la cuba pudo responder a imposibilidad de reproducir el escudo de Navarra en bulto redondo, completándose con el penacho de plumas como adorno.
Según este autor la adopción de este adorno en Navarra, a mediados del siglo XIII, se produjo antes que en el resto de reinos peninsulares dado al origen francés de los monarcas reinantes en Navarra entre los siglos XIII y XV. La cimera real de Navarra cayó en desuso a comienzos del siglo XVI.
Ramos Aguirre también ha afirmado que las fuentes fundamentales para el estudio de la cimera real de Navarra son los sellos pertenecientes a los reyes y otros miembros de la familia real, y los armoriales (Armorial de Gelre, Armorial de Reynecky y el Livro da Nobreza e Perfeiçam das Armas).

## Evolución
Los cambios que ha experimentado la cimera real de Navarra han sido los siguientes:
- Felipe III. En el reverso del sello ecuestre que usó entre 1329 y 1339 se mostró la figura de un león sentado situado entre un vuelo. En los sellos ecuestre y secreto de este monarca de 1340 ya incluyen la cimera de la cuba con el penacho de plumas. Tanto la cuba como el mantelete del yelmo ya se muestran decorados con el carbunclo de las armas navarras.

- Carlos II. En sus sellos aparece representado el yelmo coronado con la cuba, el penacho de plumas, ya de pavo real, y las armas reales (Navarra y Evreux) sobre la cuba y en el mantelete.

- Carlos III. Empleó una cimera muy semejate a la que perteneció a su padre, introduciéndola como adorno en la parte superior de la testera de su caballo.

- Juan II de Navarra y Aragón. En su sello ecuestre de 1435 está reproducida una cimera idéntica a la de sus antecerores aunque no se han conservado las armas situadas sobre la cuba. Las armas difieren de las anteriores ya que éstas se combinaron con un cuartelado en aspa de Aragón, Castilla y León.

- Durante el reinado de Catalina y Juan de Albret se usó la cimera con forma de cabeza de vaca de la Casa de Foix-Bearne que no llegó a consolidarse.

Escudo de Navarra con la cimera, Dinastía de Évreux.

## Utilización
No existen fuentes que permitan conocer si los herederos del trono introdujeron o no su escudo brisado en la cimera, circunstancia que ha podido constatarse en otros miembros de la familia real e incluso en las líneas ilegítimas. Felipe de Navarra, conde de Longeville, segundogénito de Felipe III, utilizó la cimera de la cuba y las plumas introduciendo en sus armas un lambel de plata de tres pendientes como brisura o diferencia. Luis de Navarra, conde de Beaumont, hermano menor de Carlos II, en la cimera que se muestra en sus sellos de 1355 y 1356 sustituyó la corona real por un burelete, diferenciando sus armas de las reales con una bordura de plata. Pedro de Navarra, conde de Mortain, hijo de Carlos II, también llevó sus armas que fueron las reales diferenciadas con una bordura angrelada (llana desde 1377) probablemente de plata. En un sello atribuido a Carlos, príncipe de Viana, la cimera coronada cuenta con partes del carbunco pero no se muestra el penacho de plunas.
En lo relativo a las líneas ilegítimas, Leonel, hijo de Carlos II, utilizó una cimera con burelete (hasta 1410), la cuba con sus armas personales (De Azur, jefe de las armas de Navarra y Evreux aumentadas de dos leones en 1407). Gorrofredo, hijo de Carlos II, cuarteló en sus armas las de su padre con tres cabrios. En la cuba de su cimera redujo el cuartelado a la mitad en un partido. Carlos de Beaumont, hijo natural del infante Luis y nieto de Juana II de Navarra y Felipe, situó su escudo un cuartelado de Navarra-Evreux losangeado de azur y de oro. El linaje de los Lacarra, descendientes del infante Enrique de Champaña, retiraron el penacho de plumas e introdujeron un león saliente y situaron sus armas (combinadas con las reales de Navarra) sobre la cuba. 